# Małgorzata Rohde
Małgorzata Rohde (ur. 7 października 1962 w Drawsku Pomorskim) – polska polityk, przedsiębiorca, posłanka na Sejm IV kadencji.

## Życiorys
Ukończyła w 1987 studia na Wydziale Nauk Społecznych Uniwersytetu im. Adama Mickiewicza. W 1991 zajęła się prowadzeniem własnej  działalności gospodarczej. W latach 1994–1998 pełniła funkcję radnej Kalisza Pomorskiego. Od 1997 należała do Stronnictwa Konserwatywno-Ludowego, była wiceprzewodniczącą struktur wojewódzkich. W 2002 została członkinią i prezesem zarządu wojewódzkiego Stronnictwa Konserwatywno-Ludowego – Ruchu Nowej Polski. Została też wiceprezesem Krajowego Stowarzyszenia Kobiet Wiejskich. W latach 2001–2005 sprawowała mandat posłanki IV kadencji, wybranej w okręgu koszalińskim z listy Platformy Obywatelskiej. W 2005 bezskutecznie kandydowała do Senatu.
Jej mężem został Dariusz Rohde.